# Automobil-Weltmeisterschaft 1960

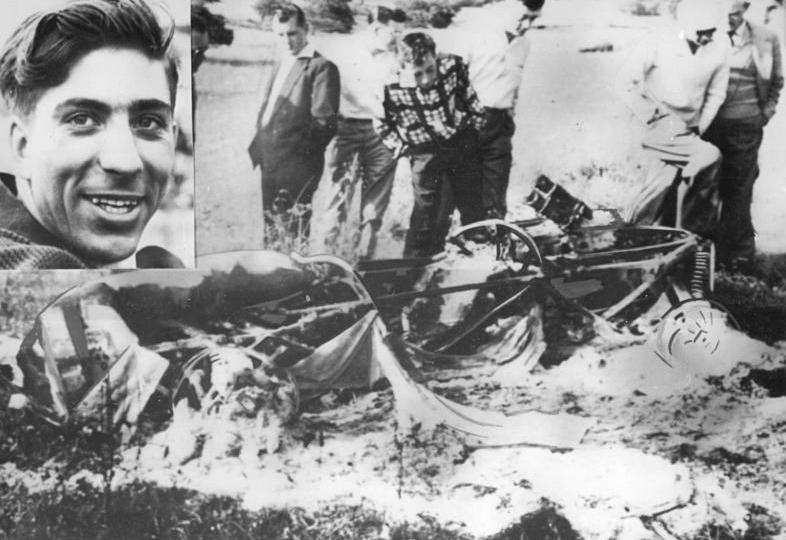
Eines von zwei Todesopfern beim Großen Preis von Belgien: Alan Stacey (kl. Foto); daneben sein ausgebrannter Wagen

Die Automobil-Weltmeisterschaft 1960 war die 11. Saison der Automobil-Weltmeisterschaft, die heutzutage als Formel-1-Weltmeisterschaft bezeichnet wird. In ihrem Rahmen wurden über zehn Rennen in der Zeit vom 7. Februar 1960 bis zum 20. November 1960 die Fahrerweltmeisterschaft und der Internationale Pokal der Formel-1-Konstrukteure ausgetragen.
Der FIA-Ehrentitel Großer Preis von Europa wurde 1960 an den Großen Preis von Italien vergeben.
Jack Brabham gewann zum zweiten Mal die Fahrerweltmeisterschaft. Cooper wurde zum zweiten Mal Konstrukteursweltmeister.
Die Saison stand ganz im Zeichen des Titelverteidigers Brabham. War sein Titel im Vorjahr noch als Zufall angesehen worden, demonstrierte der Australier auf Cooper mit fünf Siegen in Folge eindrucksvoll seine Stärke. Zu seinen Herausforderern zählten Lotus, das in seinem dritten Formel-1-Jahr mit dem Typ 18 einen absolut konkurrenzfähigen Wagen in Leichtbauweise und mit neuer Radaufhängung konstruierte. Ferrari hing immer noch am Konzept des Frontmotorwagens und scheiterte, außer einem umstrittenen Sieg in Italien konnte Ferrari kein Rennen gewinnen.

## Änderungen 1960
Es gab nun nicht mehr einen WM-Punkt für die schnellste Runde, sondern für den sechsten Platz.
Der GP von Deutschland fehlte in diesem Jahr, es wurde am 1. August lediglich ein Formel-2-Rennen auf der Nürburgring-Südschleife ausgetragen.

## Rennberichte

### Großer Preis von Argentinien
| Platz | Fahrer               | Team            | Zeit      |
| ----- | -------------------- | --------------- | --------- |
| 1     | Bruce McLaren        | Cooper-Climax   | 2:17:49,5 |
| 2     | Cliff Allison        | Ferrari         | + 26,3    |
| 3     | M.Trintignant/S.Moss | Cooper-Climax   | + 36,9    |
| 4     | Carlos Menditéguy    | Cooper-Maserati | + 53,3    |
| 5     | Wolfgang von Trips   | Ferrari         | + 1 Runde |
| 6     | Innes Ireland        | Lotus           | + 1 Runde |

Der Große Preis von Argentinien auf dem Autódromo Municipal Ciudad de Buenos Aires fand am 7. Februar 1960 statt und ging über eine Distanz von 80 Runden à 3,912 km, was einer Gesamtdistanz von 312,960 km entspricht.
Den Saisonauftakt in Argentinien gewann, wie schon das letzte Rennen des Vorjahres, der Neuseeländer Bruce McLaren, der damit zum Jungstar der Formel 1 wurde. Pech hatten Stirling Moss (Cooper) und Joakim Bonnier (B.R.M.), die in Führung lagen, aber mit Problemen zurückfielen. Moss erreichte zwar mit dem Wagen seines Teamkollegen Maurice Trintignant Rang drei, WM-Punkte gab es dafür aber keine mehr. Auch Titelverteidiger Jack Brabham schied aus.

### Großer Preis von Monaco
| Platz | Fahrer         | Team          | Zeit        |
| ----- | -------------- | ------------- | ----------- |
| 1     | Stirling Moss  | Lotus         | 2:53:45,5   |
| 2     | Bruce McLaren  | Cooper-Climax | + 52,1      |
| 3     | Phil Hill      | Ferrari       | + 1:01,9    |
| 4     | Tony Brooks    | Cooper-Climax | + 1 Runden  |
| 5     | Joakim Bonnier | B.R.M.        | + 17 Runden |
| 6     | Richie Ginther | Ferrari       | + 30 Runden |

Der Große Preis von Monaco auf dem Circuit de Monaco fand am 29. Mai 1960 statt und ging über eine Distanz von 100 Runden à 3,145 km, was einer Gesamtdistanz von 314,100 km entspricht.
Die Marke Lotus konnte in Monaco ihren ersten Grand-Prix-Sieg feiern, wenn auch Stirling Moss einen Privatwagen im Team Rob Walkers lenkte. Graham Hill (B.R.M.) raste in die Zuschauertribüne, zum Glück endete der Unfall glimpflich. Daneben feierten John Surtees und Richie Ginther ihr Formel-1-Debüt.

### Indianapolis 500
| Platz | Fahrer         | Team     | Zeit       |
| ----- | -------------- | -------- | ---------- |
| 1     | Jim Rathmann   | Watson   | 3:36:11,36 |
| 2     | Rodger Ward    | Watson   | + 12,75    |
| 3     | Paul Goldsmith | Epperly  | + 3:07,30  |
| 4     | Don Branson    | Phillips | + 3:07,98  |
| 5     | Johnny Thomson | Lesovsky | + 3:11,35  |
| 6     | Eddie Johnson  | Trevis   | + 4:10,61  |

Das Indianapolis 500 auf dem Indianapolis Motor Speedway fand am 30. Mai 1960 statt und ging über eine Distanz von 200 Runden à 4,025 km, was einer Gesamtdistanz von 805,000 km entspricht.
Zum letzten Mal zählte das Rennen zur Formel-1-WM. Mit der Errichtung des GP der USA war es nicht mehr nötig, das Rennen, das ohnehin alle Fahrer nur als Streichresultat betrachteten, im WM-Kalender zu lassen. Zum Rennverlauf: Nach hartem Kampf mit Vorjahressieger Rodger Ward behielt diesmal Jim Rathmann die Oberhand.
Überschattet wurde das Rennen von einem Tribüneneinsturz, bei dem zwei Zuschauer getötet und 40 verletzt wurden.

### Großer Preis der Niederlande
| Platz | Fahrer             | Team          | Zeit      |
| ----- | ------------------ | ------------- | --------- |
| 1     | Jack Brabham       | Cooper-Climax | 2:01:47,2 |
| 2     | Innes Ireland      | Lotus         | + 24,0    |
| 3     | Graham Hill        | B.R.M.        | + 56,6    |
| 4     | Stirling Moss      | Lotus         | + 57,7    |
| 5     | Wolfgang von Trips | Ferrari       | + 1 Runde |
| 6     | Richie Ginther     | Ferrari       | + 1 Runde |

Der Große Preis der Niederlande auf dem Circuit Park Zandvoort fand am 6. Juni 1960 statt und ging über eine Distanz von 75 Runden à 4,193 km, was einer Gesamtdistanz von 314,475 km entspricht. Der Grand Prix trug auch den FIA-Ehrentitel Großer Preis von Europa.
Hatte Jack Brabham in den bisherigen Rennen keine Punkte erzielt, so konnte er in Zandvoort seinen ersten Saisonsieg feiern, Stirling Moss blieb nach einer Reifenpanne nur der vierte Platz. Jim Clark feierte sein Formel-1-Debüt auf Lotus, fiel aber in der 43. Runde aus. Tragisch verlief der Ausfall von Dan Gurney: In der 12. Runde raste sein B.R.M. über eine Kurve hinaus und tötete einen Zuschauer, der sich dort in der Sperrzone aufhielt.

### Großer Preis von Belgien
| Platz | Fahrer            | Team          | Zeit       |
| ----- | ----------------- | ------------- | ---------- |
| 1     | Jack Brabham      | Cooper-Climax | 2:21:37,3  |
| 2     | Bruce McLaren     | Cooper-Climax | + 1:03,3   |
| 3     | Olivier Gendebien | Cooper-Climax | + 1 Runde  |
| 4     | Phil Hill         | Ferrari       | + 1 Runde  |
| 5     | Jim Clark         | Lotus         | + 2 Runden |
| 6     | Lucien Bianchi    | Cooper-Climax | + 8 Runden |

Der Große Preis von Belgien auf dem Circuit de Spa-Francorchamps fand am 19. Juni 1960 statt und ging über eine Distanz von 36 Runden à 14,120 km, was einer Gesamtdistanz von 508,320 km entspricht.
In Belgien erlebte die Formel 1 eines ihrer schwärzesten Wochenenden überhaupt: Bei einem Trainingsunfall erlitt Stirling Moss schwere Verletzungen, ein weiterer Trainingsunfall beendete die Karriere von Michael Taylor. Im Rennen kam es aber noch schlimmer: In der 20. Runde verunglückte Chris Bristow auf Cooper nach einer Kollision mit Willy Mairesse tödlich. Nur 5 Runden später kam Alan Stacey ums Leben, als ein Vogel seinen Helm durchschlug, er von der Strecke abkam und sein Wagen Feuer fing. Das Rennen wurde aber fortgesetzt und endete mit einem dreifachen Cooper-Triumph. WM-Stand: McLaren 20 Punkte, Brabham 16 Punkte, Moss 11 Punkte.

### Großer Preis von Frankreich
| Platz | Fahrer            | Team          | Zeit      |
| ----- | ----------------- | ------------- | --------- |
| 1     | Jack Brabham      | Cooper-Climax | 1:57:24,9 |
| 2     | Olivier Gendebien | Cooper-Climax | + 48,3    |
| 3     | Bruce McLaren     | Cooper-Climax | + 51,9    |
| 4     | Henry Taylor      | Cooper-Climax | + 1 Runde |
| 5     | Jim Clark         | Lotus         | + 1 Runde |
| 6     | Ron Flockhart     | Lotus         | + 1 Runde |

Der Große Preis von Frankreich auf dem Circuit de Reims-Gueux fand am 3. Juli 1960 statt und ging über eine Distanz von 50 Runden à 8,348 km, was einer Gesamtdistanz von 417,400 km entspricht.
Stirling Moss fehlte nach seinem Trainingsunfall in Belgien, und so war das Rennen in Reims eine klare Angelegenheit für Cooper. Jack Brabham führte einen Vierfach-Sieg seines Teams an und feierte seinen dritten Sieg in Serie. WM-Stand: Brabham 24 Punkte, McLaren 24 Punkte, Moss 11 Punkte

### Großer Preis von Großbritannien
| Platz | Fahrer             | Team          | Zeit       |
| ----- | ------------------ | ------------- | ---------- |
| 1     | Jack Brabham       | Cooper-Climax | 2:04:24,6  |
| 2     | John Surtees       | Lotus         | + 49,6     |
| 3     | Innes Ireland      | Lotus         | + 1:29,6   |
| 4     | Bruce McLaren      | Cooper-Climax | + 1 Runde  |
| 5     | Tony Brooks        | Cooper-Climax | + 1 Runden |
| 6     | Wolfgang von Trips | Ferrari       | + 2 Runden |

Der Große Preis von Großbritannien auf dem Silverstone Circuit fand am 16. Juli 1960 statt und ging über eine Distanz von 77 Runden à 4,711 km, was einer Gesamtdistanz von 362,747 km entspricht.
Das Rennen in Silverstone brachte eine Glanztat von Graham Hill auf B.R.M. Er blieb beim Start stehen, kämpfte sich aber anschließend durch das ganze Feld und eroberte sogar die Führung. Leider schied er kurz danach mit Bremsdefekt aus, sodass Jack Brabham seinen vierten Sieg in Folge feiern konnte. Die Lotusse von John Surtees und Innes Ireland boten eine starke Leistung und wurden Zweiter bzw. Dritter. WM-Stand: Brabham 32 Punkte, McLaren 27 Punkte, Moss 11 Punkte, Ireland 11 Punkte

### Großer Preis von Portugal
| Platz | Fahrer             | Team          | Zeit       |
| ----- | ------------------ | ------------- | ---------- |
| 1     | Jack Brabham       | Cooper-Climax | 2:19:00,03 |
| 2     | Bruce McLaren      | Cooper-Climax | + 57,97    |
| 3     | Jim Clark          | Lotus         | + 1:50,23  |
| 4     | Wolfgang von Trips | Ferrari       | + 1:58,81  |
| 5     | Tony Brooks        | Cooper-Climax | + 6 Runden |
| 6     | Innes Ireland      | Lotus         | + 7 Runden |

Der Große Preis von Portugal auf dem Circuito da Boavista fand am 14. August 1960 statt und ging über eine Distanz von 55 Runden à 7,400 km, was einer Gesamtdistanz von 407,000 km entspricht.
Erstmals nach seinem Unfall in Spa war Stirling Moss wieder dabei, wurde aber nach einem Fahrfehler disqualifiziert. Sein Markenkollege John Surtees führte das Rennen an, bis er in die Strohballen krachte. So stand dem fünften Sieg in Folge für Jack Brabham nichts mehr im Weg. WM-Stand: Brabham 40 Punkte, McLaren 33 Punkte, Ireland 12 Punkte.

### Großer Preis von Italien
| Platz | Fahrer             | Team    | Zeit       |
| ----- | ------------------ | ------- | ---------- |
| 1     | Phil Hill          | Ferrari | 2:21:09,2  |
| 2     | Richie Ginther     | Ferrari | + 2:27,6   |
| 3     | Willy Mairesse     | Ferrari | + 1 Runde  |
| 4     | Giulio Cabianca    | Cooper  | + 2 Runden |
| 5     | Wolfgang von Trips | Ferrari | + 2 Runden |
| 6     | Hans Herrmann      | Porsche | + 3 Runden |

Der Große Preis von Italien fand am 4. September 1960 auf dem Autodromo Nazionale Monza statt und ging über eine Distanz von 50 Runden à 10,000 km, was einer Gesamtdistanz von 500,000 km entspricht. Der Grand Prix trug auch den FIA-Ehrentitel Großer Preis von Europa.
Um Ferrari, die in dieser Saison bislang nur zwei Podestplätze erreicht hatten, Schützenhilfe zu geben, beschlossen die Veranstalter, das Rennen auf der langen Strecke mit Hochgeschwindigkeitsoval auszutragen. Die britischen Teams (B.R.M., Cooper und Lotus) protestierten dagegen und boykottierten schließlich den Grand-Prix. Somit waren nur Ferrari und einige Formel-2-Autos und Privatfahrer am Start. Das Rennen wurde zur Farce, da Ferrari nach Belieben dominierte, Phil Hill holte sich seinen ersten F1-Sieg. Nutznießer des Boykotts war Jack Brabham, der trotz Nichtteilnahme seinen zweiten Weltmeistertitel fixieren konnte, da auch sein schärfster Konkurrent Bruce McLaren nicht antrat. WM-Stand: Brabham 40 Punkte, McLaren 33 Punkte, P. Hill 15 Punkte.

### Großer Preis der USA
| Platz | Fahrer         | Team          | Zeit      |
| ----- | -------------- | ------------- | --------- |
| 1     | Stirling Moss  | Lotus         | 2:28:52,2 |
| 2     | Innes Ireland  | Lotus         | + 38,0    |
| 3     | Bruce McLaren  | Cooper-Climax | + 1:22,0  |
| 4     | Jack Brabham   | Cooper-Climax | + 1 Runde |
| 5     | Joakim Bonnier | B.R.M.        | + 1 Runde |
| 6     | Phil Hill      | Cooper-Climax | + 1 Runde |

Der Große Preis der USA auf dem Riverside International Raceway fand am 20. November 1960 statt und ging über eine Distanz von 75 Runden à 5,271 km, was einer Gesamtdistanz von 395,325 km entspricht.
Es war das einzige Mal, dass der US-GP auf dieser Strecke ausgetragen wurde, die im kalifornischen Riverside liegt. Ferrari trat mangels konkurrenzfähigem Auto, möglicherweise auch aus Gegenprotest, beim letzten WM-Lauf nicht an. Der wiedererstarkte Stirling Moss feierte einen klaren Sieg beim letzten Rennen mit 2,5 l Hubraum, der ab dem nächsten Jahr auf 1,5 l begrenzt wurde.

## Weltmeisterschaftswertungen

### Fahrerwertung
| Pos. | Fahrer             | Konstrukteur   | Punkte  |
| ---- | ------------------ | -------------- | ------- |
| 1    | Jack Brabham       | Cooper         | 43      |
| 2    | Bruce McLaren      | Cooper         | 34 (37) |
| 3    | Stirling Moss      | Cooper / Lotus | 19      |
| 4    | Innes Ireland      | Lotus          | 18      |
| 5    | Phil Hill          | Ferrari        | 16      |
| 6    | Olivier Gendebien  | Cooper         | 10      |
| 7    | Wolfgang von Trips | Ferrari        | 10      |
| 8    | Jim Rathmann       | Watson         | 8       |
| 9    | Richie Ginther     | Ferrari        | 8       |
| 10   | Jim Clark          | Lotus          | 8       |
| 11   | Tony Brooks        | Cooper         | 7       |
| 12   | John Surtees       | Lotus          | 6       |
| 13   | Cliff Allison      | Ferrari        | 6       |
| 14   | Rodger Ward        | Watson         | 6       |

| Pos. | Fahrer              | Konstrukteur   | Punkte |
| ---- | ------------------- | -------------- | ------ |
| 15   | Graham Hill         | B.R.M.         | 4      |
| 16   | Willy Mairesse      | Ferrari        | 4      |
| 17   | Maurice Trintignant | Cooper         | 4      |
| 18   | Paul Goldsmith      | Epperly        | 4      |
| 19   | Joakim Bonnier      | B.R.M.         | 4      |
| 20   | Henry Taylor        | Cooper         | 3      |
| 21   | Giulio Cabianca     | Cooper         | 3      |
| 22   | Carlos Menditéguy   | Cooper         | 3      |
| 23   | Don Branson         | Phillips       | 3      |
| 24   | Johnny Thomson      | Lesovsky       | 2      |
| 25   | Lucien Bianchi      | Cooper         | 1      |
| 26   | Ron Flockhart       | Lotus / Cooper | 1      |
| 27   | Hans Herrmann       | Porsche        | 1      |
| 28   | Eddie Johnson       | Trevis         | 1      |

Die ersten sechs Plätze bekamen 8, 6, 4, 3, 2, 1 Punkte, die besten sechs Ergebnisse der insgesamt zehn Rennen wurden gewertet.

### Konstrukteurswertung
Die besten sechs der zehn Einzelergebnisse wurden gewertet.
| Pos. | Konstrukteur  | Punkte  |
| ---- | ------------- | ------- |
| 1    | Cooper-Climax | 48 (61) |
| 2    | Lotus         | 34 (37) |
| 3    | Ferrari       | 26 (27) |
| 4    | B.R.M.        | 8       |

| Pos. | Konstrukteur       | Punkte |
| ---- | ------------------ | ------ |
| 5    | Cooper-Maserati    | 3      |
| 6    | Cooper-Castellotti | 3      |
| 7    | Porsche            | 1      |